# Хадид, Джиджи
Джеле́на Ну́ра «Джи́джи» Хади́д (англ. Jelena Noura «Gigi» Hadid; род. 23 апреля 1995, Лос-Анджелес) — американская супермодель палестино-голландского происхождения, одна из самых высокооплачиваемых моделей мира.
Является лицом нескольких линий Tom Ford, моделью Victoria’s Secret, снялась для календаря Pirelli 2015 года. Названа Международной моделью на церемонии Fashion Awards 2016 года.

## Биография
Джиджи Хадид родилась 23 апреля 1995 года в Лос-Анджелесе, в семье владельца строительной компании Мохамеда Хадида и модели Иоланды Хадид. Имеет палестино-голландское происхождение. У Джиджи есть младшая сестра Белла (которая также является супермоделью) и младший брат Анвар. Также у неё есть две старшие единокровные сестры со стороны отца и пять сводных сестёр со стороны отчима. В 2000 году родители Джиджи развелись, и её мать вышла замуж за музыкального продюсера Дэвида Фостера, обладателя 14 премий «Грэмми».
Джиджи окончила Среднюю школу Малибу, где была капитаном команды по волейболу, а также хорошо ездила верхом.
После школы Хадид переехала в Нью-Йорк для продолжения учёбы и построения карьеры модели. Она учится в Новой школе с осени 2013 года.
Модельная карьера Хадид началась в 2 года, когда её заметил Пол Марчиано из Guess, и она начала с линии «Baby Guess», позже остановилась чтобы сосредоточиться на учёбе. Хадид возобновила карьеру модели подписав контракт в 2011 году с агентством «IMG Models». Она возобновила работу с Марчиано и стала лицом компании Guess 2012 года. Джиджи участвовала в трёх взрослых компаниях Guess.
В феврале 2014 года дебютировала на Неделе моды в Нью-Йорке в шоу Desigual.
15 июля 2014 года она снялась вместе с актёром Патриком Шварценеггером в рекламной кампании Осень/Зима для очков от дизайнера Тома Форда. Принимала участие в Daily Front Row Fashion Media Awards, которая состоялась в Нью-Йорке 5 сентября 2014 года.
Хадид была на обложках таких журналов, как Schön!, Vogue (Испания, Австралия, Бразилия, Нидерланды), Teen Vogue, а также канадского Elle и малайзийского Harper’s Bazaar.
Хадид также снималась для VMAN, Elle, Grazia, Cleo, Vogue, Sports Illustrated и Paper. Она также была на обложке журналов Galore и CR Fashion Book Карин Ройтфельд в 2014 году.
С января 2015 года названа послом бренда Maybelline.
Снялась для календаря Pirelli 2015, автором которого выступил Стивен Майзел. В съёмке также приняли участие Адриана Лима, Наталья Водянова, Джоан Смоллс, Кэндис Хаффин, Кэролин Мерфи, Анна Иверс, Кэмерон Расселл, Саша Лусс, Карен Элсон, Изабели Фонтана, Ракель Циммерман.
В декабре 2015 года дебютировала в Victoria’s Secret Fashion Show.
Осенью 2016 года Джиджи совместно с брендом Tommy Hilfiger выпустила коллаборацию в которой участвовала в качестве дизайнера. Последний раз коллекция была выпущена и представлена в 2018 году на Неделе моды в Милане.
Джиджи участвовала в показах таких марок, как Marc Jacobs, Chanel, Michael Kors, Jean Paul Gaultier, Max Mara, Roberto Cavalli, Moschino, Missoni, Alberta Ferretti, Versace, Fendi, Prabal Gurung, Oscar de la Renta, Anna Sui, Brandon Maxwell, Sonia Rykiel, Balmain, Miu Miu, Giambattista Valli, Tom Ford, Puma, Tommy Hilfiger, Off-White, Isabel Marant, Burberry. Также принимала участие в показах Victoria's Secret в 2015, 2016, 2018 и 2024 годах.
Снялась в клипе Кельвина Харриса «How Deep Is Your Love», который был выпущен 6 августа 2015 года, а также в клипе Зейна Малика «PILLOWTALK», выпущенного 29 января 2016 года.
В 2016 году названа Международной моделью на церемонии The Fashion Awards.
С 2017 года Хадид выпустила две коллаборации с Vogue Eyewear и Messika Jewelry. В феврале 2019 года выпустила коллекцию спортивной одежды и обуви с брендом Reebok.
В 2022 году Джиджи Хадид публично поддержала украинцев, пострадавших в результате вторжения России в Украину. Супермодель заявила, что пожертвует свои доходы от модных показов сезона Осень 2022 тем, кто страдает от войны в Украине.
10 июля 2023 года Хадид вместе с подругой Лией Маккарни прибыла на частном самолете в международный аэропорт имени Оуэна Робертса. Агенты таможенного и пограничного контроля обнаружили «небольшое количество травки и принадлежности для курения». По словам модели, наркотики были предназначены «только для личного использования». Однако Джиджи и Лия все равно были арестованы. Знаменитость поместили в Королевский центр содержания под стражей на Каймановых островах, где она позже была освобождена под залог в ожидании судебного преследования. И уже 12 июля Хадид и Маккартни предстали перед судом общей юрисдикции и признали себя виновными. Девушек оштрафовали на 1000 долларов.

## Личная жизнь
С 2013 по 2015 год Хадид встречалась с певцом Коди Симпсоном.
В 2015 году Хадид встречалась с певцом Джо Джонасом.
С декабря 2015 года Хадид начала встречаться с бывшим участником группы «One Direction» Зейном Маликом. 
19 сентября 2020 года у Джиджи Хадид и Зейна Малика родился ребёнок — дочь Хай Хадид-Малик.
Пара расставалась и сходилась несколько раз начиная с конца 2015 года. Окончательно они расстались в 2021 году после произошедшей стычки между певцом и матерью Хадид.
В конце 2023 года Хадид начала встречаться с актёром Брэдли Купером.

## Фильмография
| Год  |   | Русское название     | Оригинальное название                      | Роль   |
| ---- | - | -------------------- | ------------------------------------------ | ------ |
| 2012 | с |                      | Real Housewives of Beverly Hills           | камео  |
| 2012 | ф |                      | Virgin Eyes (короткометражный)             | Андреа |
| 2015 | ф |                      | Those Wrecked by Success(короткометражный) | камео  |
| 2016 | с |                      | MasterChef                                 | камео  |
| 2018 | ф | Восемь подруг Оушена | Ocean's 8                                  | камео  |

## Съемки в клипах
| Год  | Название                | Исполнитель    | Роль               |
| ---- | ----------------------- | -------------- | ------------------ |
| 2014 | «Surfboard»             | Коди Симпсон   | Камео              |
| 2014 | «Simplethings»          | Мигель         | Возлюбленная       |
| 2015 | «Bad Blood»             | Тейлор Свифт   | Slay-Z             |
| 2015 | «Flower»                | Коди Симпсон   | Камео              |
| 2015 | «How Deep Is Your Love» | Кельвин Харрис | Влюблённая девушка |
| 2016 | «Pillowtalk»            | Зейн Малик     | Любимая            |

## Награды и номинации
| Год  | Тип                                     | Награда                   | Результат |
| ---- | --------------------------------------- | ------------------------- | --------- |
| 2015 | First Annual Fashion Los Angeles Awards | Модель года               | Победа    |
| 2015 | Teen Choice Awards                      | Модель                    | Номинация |
| 2016 | TRL Awards                              | Best Look                 | Победа    |
| 2016 | Teen Choice Awards                      | Choice Female Hottie      | Номинация |
| 2016 | British Fashion Awards                  | Международная модель года | Победа    |
| 2017 | Third Annual Fashion Los Angeles Awards | Best Design Debut         | Победа    |
| 2017 | Teen Choice Awards                      | Choice Model              | Номинация |